# Діерінг (Північна Дакота)
Діерінг (англ. Deering) — місто (англ. city) в США, в окрузі Макгенрі штату Північна Дакота. Населення — 94 особи (2020).

## Географія
Діерінг розташований за координатами 48°23′45″ пн. ш. 101°2′58″ зх. д. / 48.39583° пн. ш. 101.04944° зх. д. (48.395759, -101.049545).  За даними Бюро перепису населення США в 2010 році місто мало площу 0,19 км², уся площа — суходіл.

## Демографія
Згідно з переписом 2010 року, у місті мешкало 98 осіб у 40 домогосподарствах у складі 27 родин. Густота населення становила 511 осіб/км².  Було 44 помешкання (230/км²).
Расовий склад населення:
| - 92,9 % — білих - 3,1 % — азіатів |

До двох чи більше рас належало 4,1 %. Частка іспаномовних становила 2,0 % від усіх жителів.
За віковим діапазоном населення розподілялося таким чином: 22,4 % — особи молодші 18 років, 66,4 % — особи у віці 18—64 років, 11,2 % — особи у віці 65 років та старші. Медіана віку мешканця становила 38,3 року. На 100 осіб жіночої статі у місті припадало 117,8 чоловіків;  на 100 жінок у віці від 18 років та старших — 111,1 чоловіків також старших 18 років.
Середній дохід на одне домашнє господарство  становив 61 790 доларів США (медіана — 63 611), а середній дохід на одну сім'ю — 68 348 доларів (медіана — 78 750). За межею бідності перебувало 18,0 % осіб, у тому числі 19,4 % дітей у віці до 18 років та 0,0 % осіб у віці 65 років та старших.
Цивільне працевлаштоване населення становило 52 особи. Основні галузі зайнятості: будівництво — 34,6 %, науковці, спеціалісти, менеджери — 15,4 %, публічна адміністрація — 13,5 %, освіта, охорона здоров'я та соціальна допомога — 13,5 %.